# Songhyeon-dong, Incheon
Songhyeon-dong (koreanska: 송현동) är en stadsdel i staden Incheon i den nordvästra delen av Sydkorea, 30 km väster om huvudstaden Seoul. Den ligger i stadsdistriktet Dong-gu.

## Indelning
Administrativt är Songhyeon-dong indelat i:
| Namn      | Namn                      | Yta km² | Invånare 31 dec 2020 |
| --------- | ------------------------- | ------- | -------------------- |
| 송현1·2동 | Songhyeon 1(il).2(i)-dong | 0,34    | 10 802               |
| 송현3동   | Songhyeon 3(sam)-dong     | 2,21    | 3 851                |